# Roby Lakatos

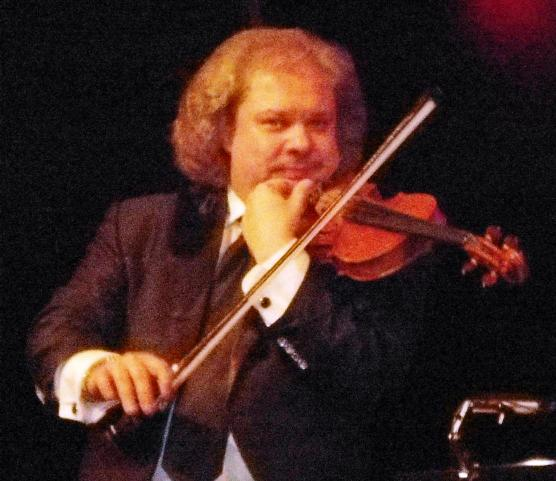
Roby Lakatos beim Jazzfestival St. Ingbert 2013

Roby Lakatos (* 1965 in Budapest) ist ein ungarischer Geiger, der hauptsächlich im Bereich des Gypsy-Jazz aktiv ist.

## Leben
Seine Familie, die Lakatos-Dynastie, die auf János Bihari zurückgeht, ist seit mehreren Generationen in der ungarischen Musik der Roma verwurzelt. Roby Lakatos entwickelte sein musikalisches Talent innerhalb seiner Familie, bevor er seine Studien am Béla-Bartók-Konservatorium in Budapest begann, die er 1984 erfolgreich abschloss.
Zwischen 1986 und 1996 trat er mit seinem Ensemble in dem Brüsseler Szenerestaurant Les Ateliers de la Grande Île mit Gypsy-Jazz auf. Hier besuchte ihn unter anderen Yehudi Menuhin. Durch diese Beachtung begann seine internationale Laufbahn, die ihn in die großen Konzertsäle der Welt führte. Er hatte gemeinsame Auftritte mit den Kollegen Vadim Repin und Stéphane Grappelli. Im März 2004 erhielt er eine Einladung nach London zu dem Festival Genius of the Violin, wo er an der Seite von Maxim Vengerov mit dem London Symphony Orchestra auftrat. Lakatos erhielt einen Exklusivvertrag mit der Deutschen Grammophon Gesellschaft.

## Alben
- 1991: In Gypsy Style
- 1998: Alouette König der Zigeunergeiger
- 1998: Lakatos Gold
- 1999: Post Phrasing Lakatos Best
- 1999: Live From Budapest
- 2001: With Musical Friends
- 2002: Kinoshita Meets Lakatos
- 2002: Deborahs theme: As Time Goes By
- 2004: The Legend of the Toad
- 2005: Firedance
- 2006: Klezmer Karma
- 2015: Vivaldi: The Four Seasons (mit Brussels Chamber Orchestra)
- 2017: Tribute to Stéphane & Django (mit Biréli Lagrène)